# Pallavaschrift
Het Pallavaschrift of Pallava Grantha, is een brahmisch schrift, genoemd naar de Pallava-dynastie van Zuid-India, aangetroffen sinds de 4e eeuw na Christus. In India evolueerde het Pallavaschrift naar het Granthaschrift. Pallava verspreidde zich naar Zuidoost-Azië en ontwikkelde zich tot lokale schriften zoals het Balinees, Javaans, Kawi, Baybayin, Mon, Birmees, Khmer, Lanna, Thai, Lao, en het nieuwe Tai Lue-alfabet.
In 2018 is er een voorstel ingediend om het script in Unicode te coderen.

## Geschiedenis
Tijdens de heerschappij van de Pallava's brachten priesters, monniken, geleerden en handelaren het schrift mee naar Zuidoost-Azië. De Pallava's ontwikkelde het Pallavaschrift op basis van het Tamil-Brahmischrift. De belangrijkste kenmerken van het nieuwere schrift zijn esthetisch op elkaar afgestemde en vollere medeklinkers. Het Pallavaschrift is de eerste belangrijke ontwikkeling van het Brahmischrift in India, door ronde en rechthoekige lijnen te combineren en typografische effecten toe te voegen, en was geschikt voor burgerlijke en religieuze inscripties. Het Kadamba-Pallavaschrift evolueerde tot vroege vormen van de Kannada- en Telugu-schriften. De letters werden ronder en voegden lussen toe, zodat deze op bladeren en papier geschreven konden worden zonder deze te scheuren.

## Kenmerken
De vorm van het schrift hieronder is gebaseerd op voorbeelden uit de 7e eeuw na Christus. Letters met het label * hebben een onzekere klankwaarde, omdat ze in Zuidoost-Azië weinig voorkwamen. 

### Medeklinkers
Elke medeklinker heeft een inherente /a/, die klinkt als er geen klinkerteken aan de letter is bevestigd. Als twee medeklinkers elkaar volgen zonder tussenliggende klinker, wordt de tweede medeklinker omgezet in een onderschriftvorm onder de eerste letter. 
| ka | kha | ga | gha | nga | ca | cha | ja | jha * | nya | ṭa | ṭha * | ḍa | ḍha * | ṇa | ta | tha |
|    |     |    |     |     |    |     |    |       |     |    |       |    |       |    |    |     |
| da | dha | na | pa  | pha | ba | bha | ma | ya    | ra  | la | va    | śa | ṣa    | za | ha |     |
|    |     |    |     |     |    |     |    |       |     |    |       |    |       |    |    |     |

### Onafhankelijke klinkers
| a | ā | i | ī | u | e | o | ai* | au* |
|   |   |   |   |   |   |   |     |     |

## Voorbeelden

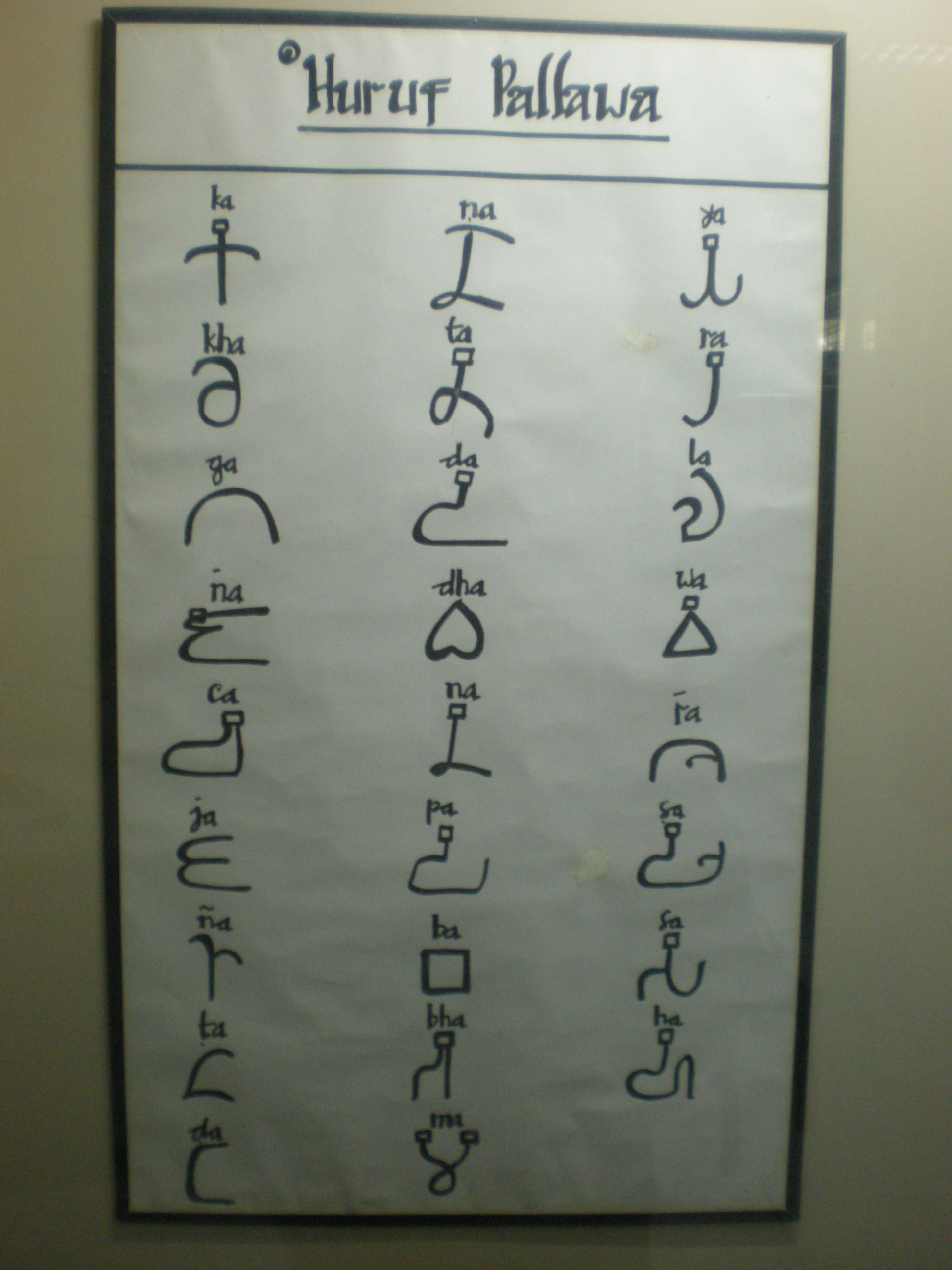
Kadamba-Pallavaschrift
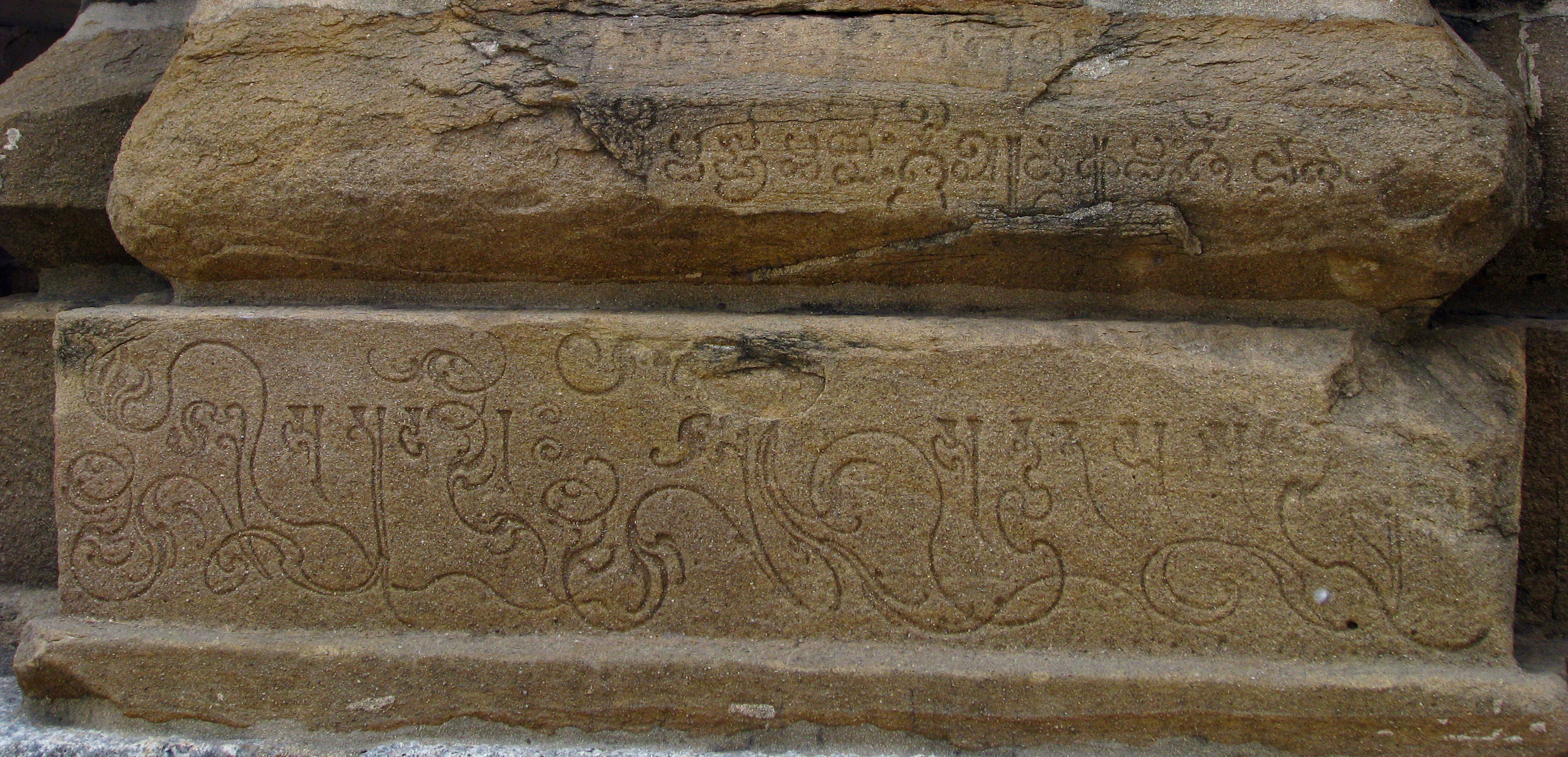
Pallavaschrift in de 8e-eeuwse Kanchi Kailasanathar-tempel in Kanchipuram, Tamil Nadu.
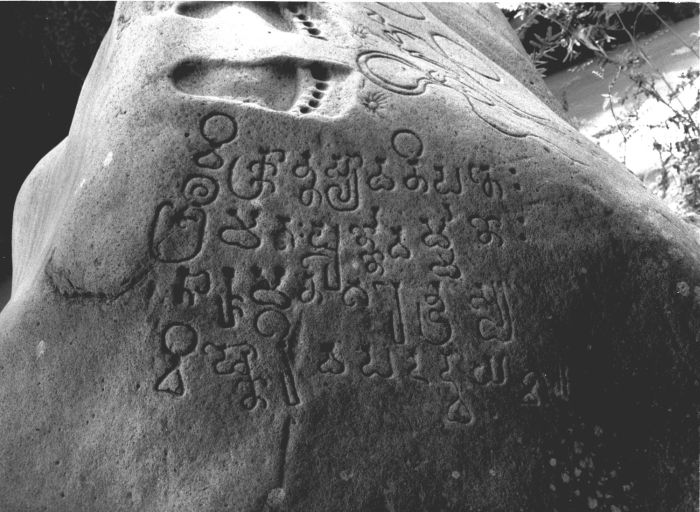
De Ciaruteun-inscriptie, een 5e-eeuwse inscriptie in het Pallavaschrift op steen